# Třešť
Třešť é uma cidade checa localizada na região de Vysočina, distrito de Jihlava. Um de seus mais famosos habitantes foi o economista Joseph Schumpeter